# الخاندرو کانترو
الخاندرو کانترو (انگلیسی: Alejandro Cantero؛ زادهٔ ۸ ژوئن ۲۰۰۰) بازیکن فوتبال است.
وی همچنین در تیم ملی فوتبال زیر ۱۹ سال اسپانیا بازی کرده‌است.